# Vauxhall Motors

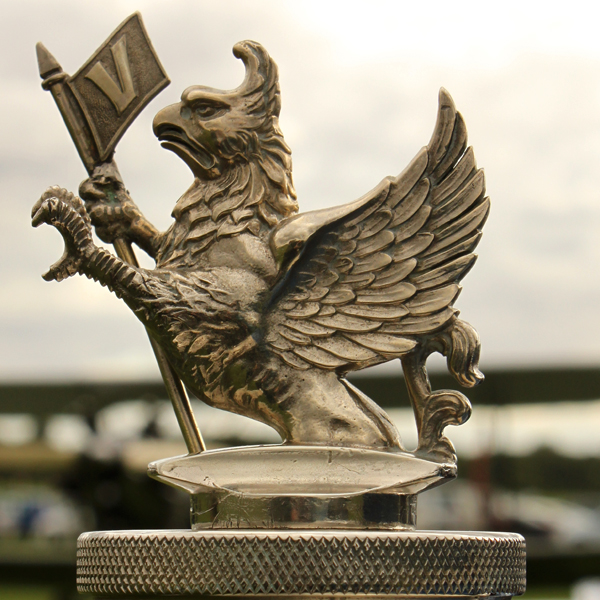
Vauxhall Griffin Vauxhall D-type (1920)

A Vauxhall Motors Limited egy brit autógyártó cég. Eddigi modelljei az eddig ugyancsak a GM tulajdonban lévő német Opel jobb-kormányos változatai, de az utóbbi időkben már bal-kormányos Vauxhall-ok is jönnek ki. Emellett egyre több olyan modelljük jön ki, amelyek jobban felszereltek, mint az eredeti német testvérei.[forrás?] A cég főként a brit piacra termel, de jelentős mennyiséget exportál Ausztráliába.
Székhelye Lutonban, az Egyesült Királyságban van.
A Reuters 2017. március 6-i közlése szerint megszületett a megállapodás, amely szerint a General Motors eladja európai cégeit, az Opelt és a Vauxhallt a francia PSA-csoportnak 2,3 milliárd dollárért. A PSA szándékában áll e cégek reorganizációja.

## Története
A vállalatot Alexander Wilson alapította 1857-ben Londonban. A kezdetekben Alex Wilson and Company később Vauxhall Iron Works néven. A cég szivattyúkat és tengeri motorokat épített. A vállalat 1903-ban épített egy korabeli 5 lóerős autómodellt. Az autó elég kezdetleges volt de, a cégtulajdonos jövedelmezőbbnek látta az autóépítést mint amit addig csináltak. Ezután cégbővítésre került sor, az autógyártás 1905-ben indult meg Lutonban. Jelenlegi nevét 1907-ben kapta. A cégre a sportos modellek voltak jellemzők.

### A GM előtti időszak
A kezdeti sikereket egy bizonyos Laurence Pomeroy-nak köszönhették. Pomeroy 1906-ban huszonkét éves korában csatlakozott a céghez mint asszisztens rajzoló. 1907 telén a főtervező FW Hodges hosszú nyaralásra ment és távollétében az ügyvezető igazgató Percy Kidner megkérte Pomeroyt hogy addig próbáljon egyedül tervezni valamit. Az általa tervezett autó akkora sikert ért el hogy Kinder előléptette őt főtervezőnek Hodges helyére. Az első terve az y-type y1 volt ami kiemelkedő sikereket ért el terepjáróként, és akkoriban páratlannak számító sebesség elérésére volt képes. Az első világháborúban nagy mennyiségben készítettek autókat a brit hadsereg részére.

### A GM felvásárlása után
1925-ben a GM megvásárolta Vauxhall Motorst 2,5 millió dollárért. A vállalat arculata és célosztálya hirtelen megváltozott. Kijött egy USA-ban Chevroletként ismert kisteherautó. A főmérnök a tehetségesen rajzoló Harold Drew lett. A cég legnagyobb versenytársa az amerikai Ford lett. A felvásárlástól egészen a 80-as évekig a Vauxhall amerikai stílusú autókat gyártott.

### A 2. világháborúban
A háború idejére leállt az autógyártás, átváltottak a tankgyártásra, ugyanis akkor erre volt igény, az autókra nem.

### A második világháború után
A második világháború után folytatódott a gyártás, egyre nagyobb tömegeket elégítettek ki. Ám a cég gyártmányainak gyengéje volt a korróziónak való gyenge ellenálló képesség. Az 1980-as években áttörő sikereket értek el korrózióvédelemben.

### Az 1970-es, 1980-as években
Az 1970-es években a gazdasági fejlődésnek köszönhetően a cég eladásai is egyre jobban javultak. 1973-as modelljük még a Ford Cortinát is lepipálta. Az 1970-es évek végére növekedésnek indult a cég jóval Talbot előtt volt amikor kijött Nyugat-Németországban a forradalmi Opel Kadett. Ezzel a Kadett lett a legnépszerűbb, ettől a Vauxhall annyira visszaesett hogy csak a harmadik helyen állt a Kadett és az új Ford Sierra mögött. A cég ugyan kiadta a forradalmi MK2 Cavaliert ami a világ első fronthajtásos kis ferde hátúja volt, de nem tudott előrébb jönni.

### Az 1990-es években
A Kadett eladásai csökkenni kezdtek így az első helyet a Ford Sierra vette át az eladási listán. Eközben az Opel kiadta új kisautóját Corsa névvel ami Európa-szerte elismert kiskategóriás autó lett. A GM 1994 leállította a Bedford kisteherautó gyártását. Majd a Vauxhall elkezdett egy az Opel Vectra nevű modelljével egy teljesen azonos autót a Vauxhall Vectrát gyártani a GM utasítására és ezt tették az Opel szinte összes modelljével.

### A 21. században
A Vauxhall stabilizálta az eladásait és Nagy Britannia egyik legnépszerűbb márkája a mai napig. 2002 volt a cég történetének legjobb éve, a Corsa modell az év 2. legjobban fogyó autó Nagy Britanniában. Ezen felül komoly helyen állt az Astra és az új Zafira is, 2006-ban a 2. generációs Corsa Anglia legnagyobb darabszámban eladott supermini modellje lett, és a Zafira 2. generációja is a 10. helyen végzett.[forrás?]
2009 elején az Opel-lel együtt a gazdasági világválság miatt a csőd szélére jutott. A cég tulajdonosa az amerikai General Motors. 2009. szeptember 10-én a GM bejelentette hogy a cég 55%-át eladja a Magnának és a Sberbanknak, ebből azonban nem lett adásvétel.
2017. március elején a General Motors az Adam Opel AG-val együtt a Vauxhall céget is eladta a francia PSA-konszernnek.

## VX Racing
A Vauxhall modellek ún. VXR változatai a sportosabb modellváltozatokat foglalják magukban akárcsak az Opelnél az OPC.